# Champdieu
Champdieu est une commune française située dans la région du Forez dans le département de la Loire, en région administrative Auvergne-Rhône-Alpes.

## Géographie

### Situation
Champdieu est située dans le Massif central, sur le bord ouest de la plaine du Forez à 11,5 km de la Loire en rive gauche, 
sur la D8 entre sa sous-préfecture Montbrison (5 km au sud) et Boën-sur-Lignon (12 km au nord).
Sa préfecture Saint-Étienne est à 46 km au sud-est, Lyon à environ 80 km est-nord-est de l'autre côté des monts du Lyonnais.
Le parc naturel régional du Livradois-Forez est à moins de 5 km à l'ouest, de l'autre côté des communes voisines Pralong et Châtelneuf.

### Communes limitrophes
| Pralong                  | Chalain-d'Uzore | Saint-Paul-d'Uzore |
| Châtelneuf               | Champdieu       | Savigneux          |
| Essertines-en-Châtelneuf | Montbrison      |                    |

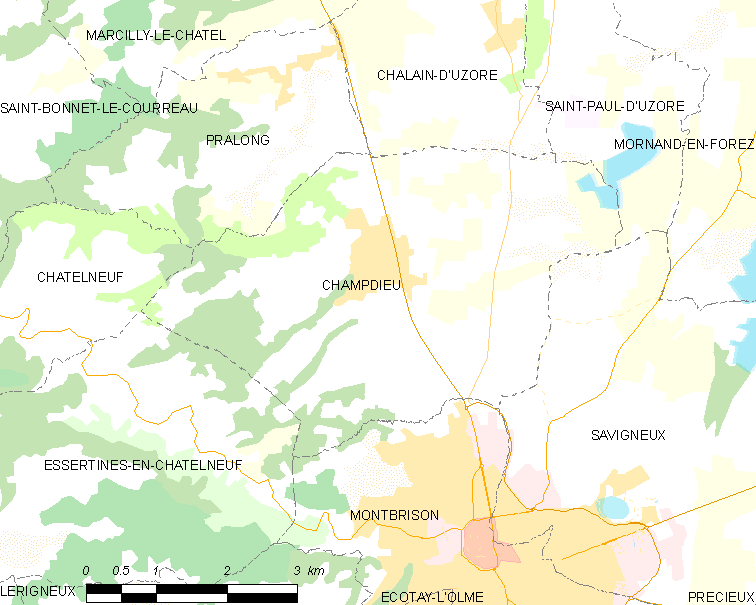
Localisation du village et des communes aux alentours

### Description
La D8, qui traverse la commune dans le sens nord-sud, marque aussi la limite entre deux paysages très différents : à l'est, la plaine du Forez y forme une zone humide parsemée d'étangs en dessous de 400 m d'altitude ; et à l'ouest, les contreforts des monts du Forez, les « Montagnes du Soir », grimpant jusqu'à 732 m d'altitude.
Le Pic de Purchon, piton basaltique des monts du Forez, est à 900 m au nord-ouest du bourg. Il bénéficie d'un programme de préservation de la biodiversité. 

On trouve aussi le pic de Curtieux (600 m d'altitude) dans la pointe sud de la commune.

### Climat
Pour des articles plus généraux, voir Climat d'Auvergne-Rhône-Alpes et Climat de la Loire.
En 2010, le climat de la commune est de type climat océanique dégradé des plaines du Centre et du Nord, selon une étude du Centre national de la recherche scientifique s'appuyant sur une série de données couvrant la période 1971-2000. En 2020, Météo-France publie une typologie des climats de la France métropolitaine dans laquelle la commune est exposée à un climat de montagne ou de marges de montagne et est dans la région climatique Nord-est du Massif Central, caractérisée par une pluviométrie annuelle de 800 à 1 200 mm, bien répartie dans l’année.
Pour la période 1971-2000, la température annuelle moyenne est de 10,6 °C, avec une amplitude thermique annuelle de 16,7 °C. Le cumul annuel moyen de précipitations est de 753 mm, avec 9 jours de précipitations en janvier et 7 jours en juillet. Pour la période 1991-2020, la température moyenne annuelle observée sur la station météorologique de Météo-France la plus proche, « Savigneux », sur la commune de Savigneux à 5 km à vol d'oiseau, est de 11,0 °C et le cumul annuel moyen de précipitations est de 665,4 mm,. Pour l'avenir, les paramètres climatiques de la commune estimés pour 2050 selon différents scénarios d'émission de gaz à effet de serre sont consultables sur un site dédié publié par Météo-France en novembre 2022.

## Urbanisme

### Typologie
Au 1er janvier 2024, Champdieu est catégorisée bourg rural, selon la nouvelle grille communale de densité à sept niveaux définie par l'Insee en 2022.
Elle est située hors unité urbaine. Par ailleurs la commune fait partie de l'aire d'attraction de Montbrison, dont elle est une commune de la couronne,. Cette aire, qui regroupe 27 communes, est catégorisée dans les aires de moins de 50 000 habitants,.

### Occupation des sols
L'occupation des sols de la commune, telle qu'elle ressort de la base de données européenne d’occupation biophysique des sols Corine Land Cover (CLC), est marquée par l'importance des territoires agricoles (74,4 % en 2018), en diminution par rapport à 1990 (77,6 %). La répartition détaillée en 2018 est la suivante : 
prairies (46,9 %), forêts (17,3 %), terres arables (14,2 %), zones agricoles hétérogènes (13,3 %), zones urbanisées (7,5 %), eaux continentales (0,8 %). L'évolution de l’occupation des sols de la commune et de ses infrastructures peut être observée sur les différentes représentations cartographiques du territoire : la carte de Cassini (XVIIIe siècle), la carte d'état-major (1820-1866) et les cartes ou photos aériennes de l'IGN pour la période actuelle (1950 à aujourd'hui).

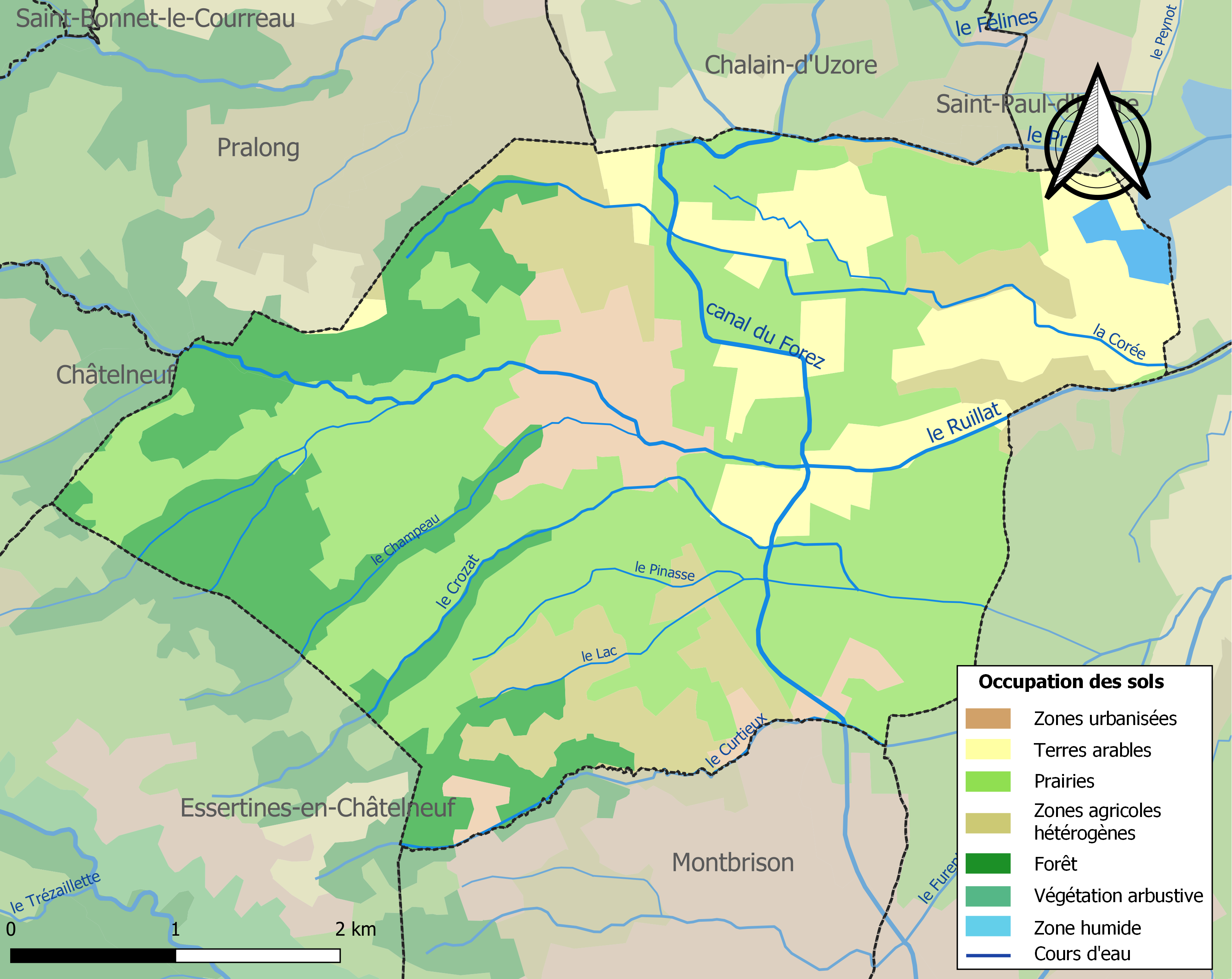
Carte des infrastructures et de l'occupation des sols de la commune en 2018 (CLC).

## Toponymie
Candiacus (Candiaco), Chandieu, devenu Champdieu

## Histoire

### Préhistoire et Antiquité
Le Garet, au sud de Pinasse (le ruisseau de Pinasse passe à Tournel au sud du bourg), a livré des vestiges de l'âge du bronze et des éléments lithiques isolés ont été trouvés dans les alentours.
Plusieurs parcelles près de Pinasse contiennent des fragments de tuiles à rebords gallo-romaines et des vestiges d'amphore type Dressel 1,.
Vers le Muret, le sud de la Corée (1,4 km au nord du bourg) et les Jovittes (700 m à l'ouest du bourg), des pièces d'outillage lithique isolés ont été trouvées, dont un nucléus.
Des traces d'habitat se trouvent à Jobert (2 km au sud-ouest du bourg), à la limite d'une parcelle en friche ; et vers le Roset (400 m au nord-est du vieux centre du bourg), avec du matériel céramique varié et dense qui pourrait signaler un habitat plus important qu'à Jobert.
Les environs de la ferme de la Vallon (3,2 km à l'est du bourg), sont le seul lieu en zone humide où des indices ont été ramassés ; plusieurs gros fragments de meule à bras indiquent un bâtiment à vocation agricole.

### Moyen Âge
Au Xe siècle (vers 980), un groupe de moines venus de l'abbaye Saint-Sébastien de Manglieu en Auvergne, fonde le prieuré bénédictin de Champdieu. Ils y construisent une église et des bâtiments conventuels parfaitement conservés. Le village se forme autour du prieuré.
Plus tard, Champdieu situé sur la route de Cluny devient une halte appréciée par les pèlerins se rendant à Saint-Jacques-de-Compostelle.[réf. nécessaire]

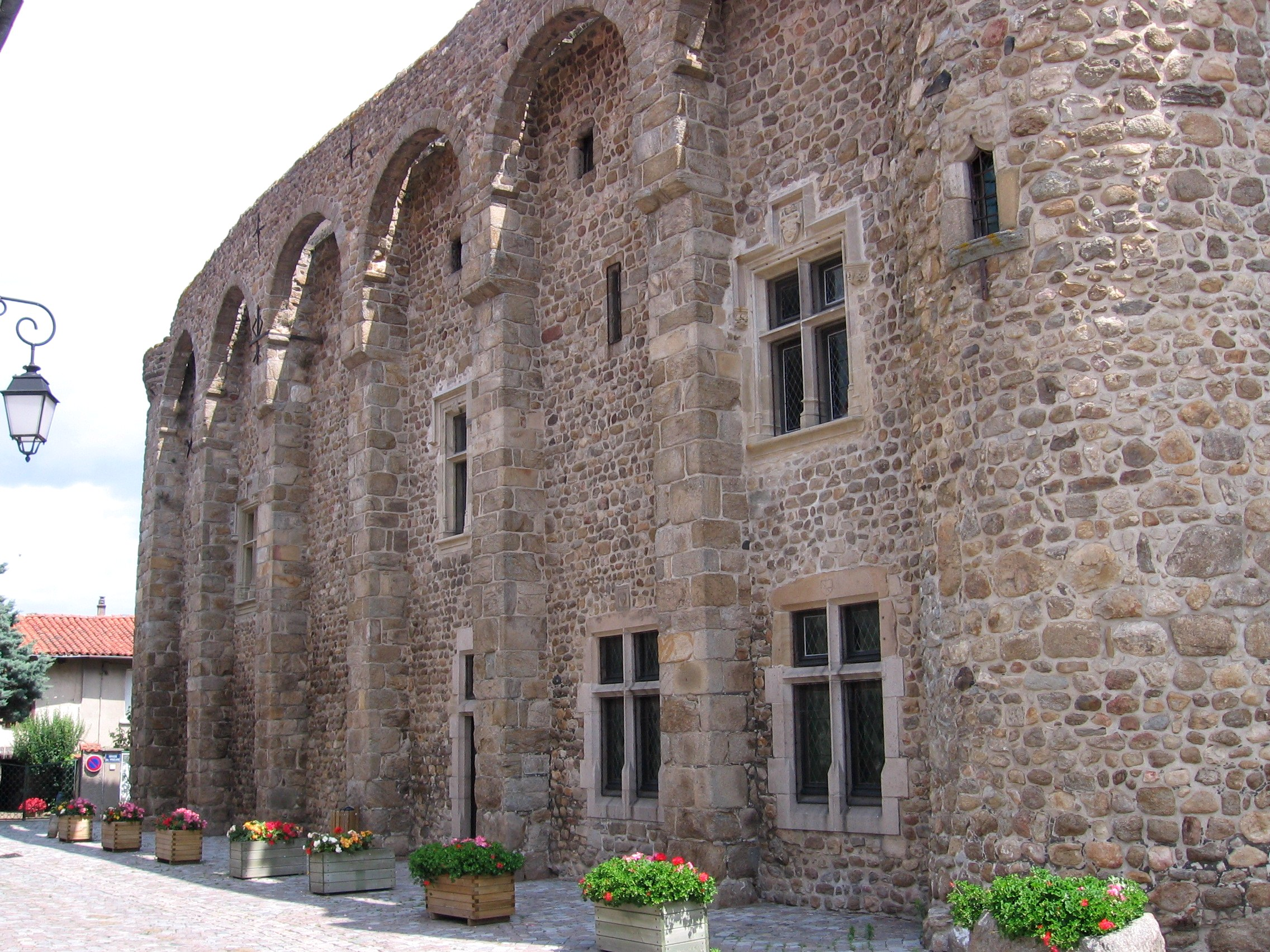
Prieuré.
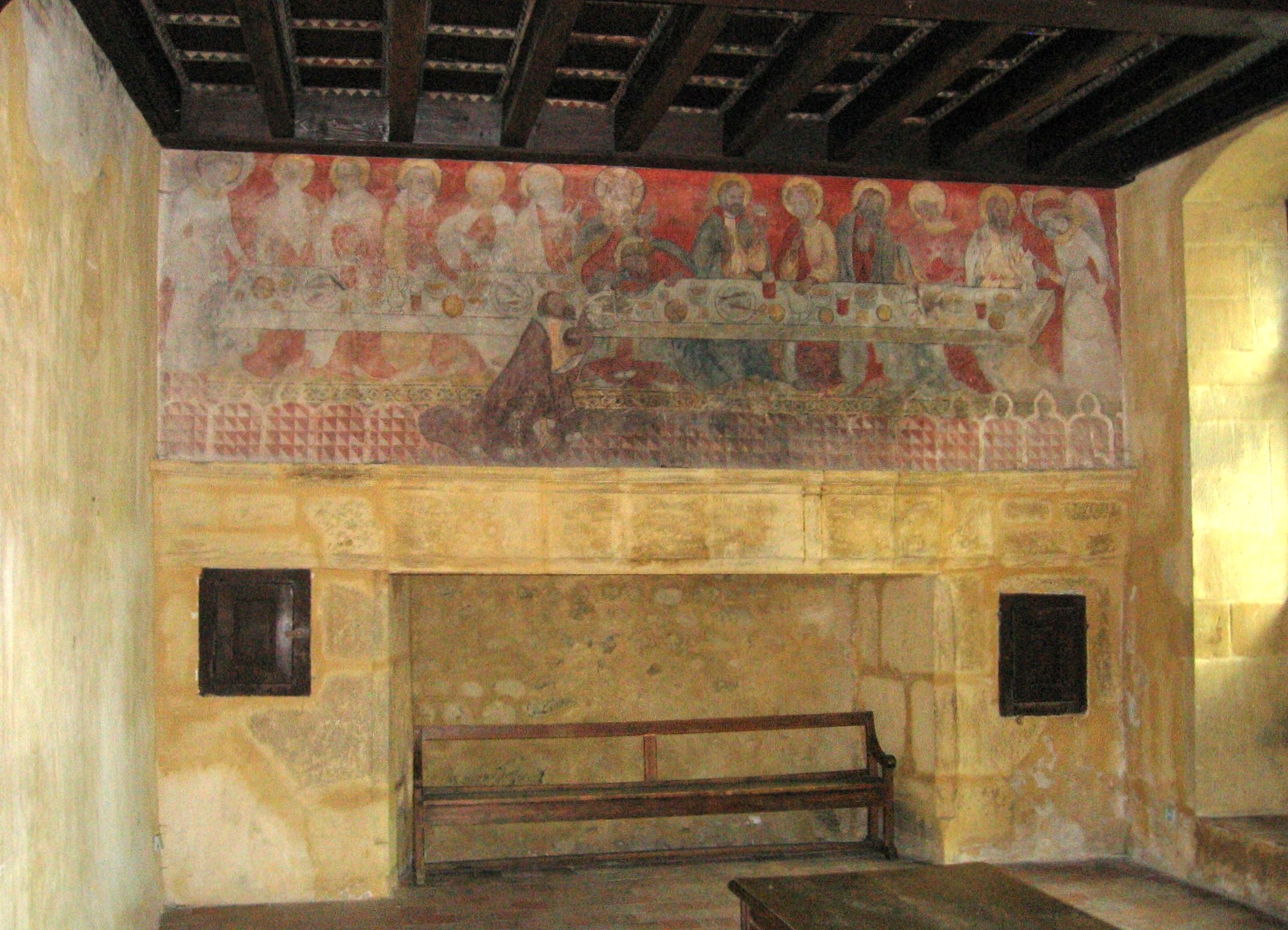
Fresques murales.
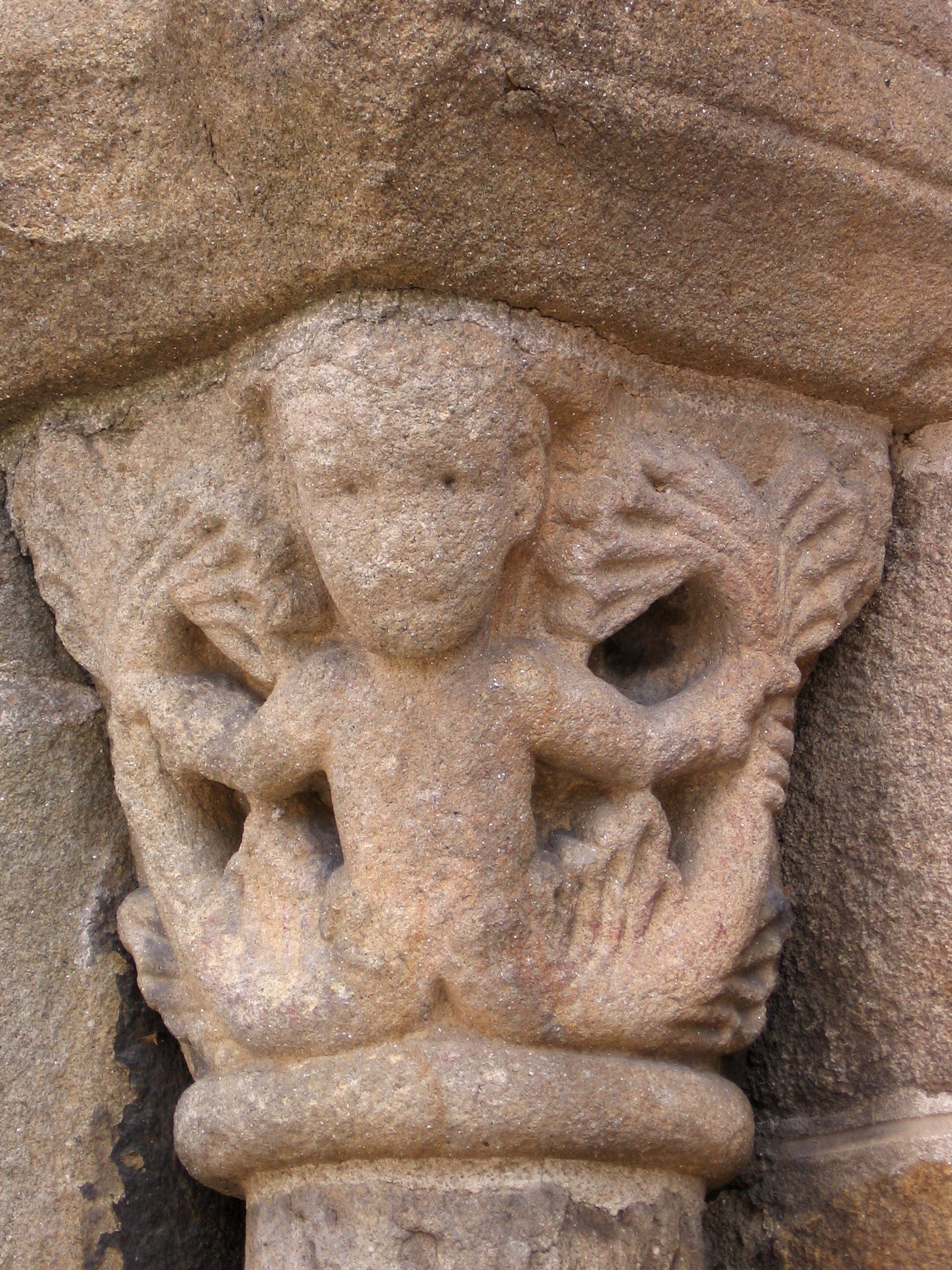
Chapiteau.

La seigneurie de Chandieu revenait au prieur, vassal des comtes de Forez et Lyon. Au XIVe siècle, la venue des routiers incite les prieurs à construire deux enceintes fortifiées pour protéger le bourg. La première est constituée par la muraille du « Vingtain » et de ses tours, qui enferme l'essentiel de l'ancien bourg. La seconde comprend l'église et le prieuré.[réf. nécessaire]
Le second rempart est construit de façon originale pour la région, avec une série d’arcs brisés très frustes qui se succèdent sur un rythme à peu près régulier, formant des « arcades aveugles ». Cette méthode fait supporter la charge du rempart aux piles entre chaque arc et permet d'alléger le coût en matériaux par un remplissage avec des pierres, galets ou fragments de terre cuite, liés au mortier de chaux. En plusieurs points les arcades sont surmontées d'une élévation en pisé et une partie terminale en pierres pour soutenir le chemin de ronde. Plutôt typique des murailles de régions pauvres en pierres, cette construction a peut-être visé l'économie en matériaux et en transport.
Les siècles ont passé, le village a grossi, s'est ceint d'une muraille pendant la guerre de Cent Ans. La Renaissance a laissé quelques traces, et nous est parvenu quasi intact aujourd'hui.[réf. nécessaire]

## Politique et administration
| Période                                  | Période                   | Identité                                         | Étiquette | Qualité |
| ---------------------------------------- | ------------------------- | ------------------------------------------------ | --------- | ------- |
| Les données manquantes sont à compléter. |                           |                                                  |           |         |
| 1959                                     | 1969                      | André Peuvergne                                  | ...       | ...     |
| 1969                                     | 1995                      | André Comte                                      | ...       | ...     |
| 1995                                     | 2008                      | André Bouchand                                   | ...       | ...     |
| 2008                                     | En cours (au 25 mai 2020) | Patrice Couchaud, Réélu pour le mandat 2020-2026 | ...       | ...     |

Champdieu faisait partie de la communauté d'agglomération de Loire Forez de 2003 à 2016 puis a intégré Loire Forez Agglomération.

## Démographie
L'évolution du nombre d'habitants est connue à travers les recensements de la population effectués dans la commune depuis 1793. Pour les communes de moins de 10 000 habitants, une enquête de recensement portant sur toute la population est réalisée tous les cinq ans, les populations de référence des années intermédiaires étant quant à elles estimées par interpolation ou extrapolation. Pour la commune, le premier recensement exhaustif entrant dans le cadre du nouveau dispositif a été réalisé en 2007.

En 2022, la commune comptait 2 035 habitants, en évolution de +7,79 % par rapport à 2016 (Loire : +1,32 %, France hors Mayotte : +2,11 %).
| 1793 | 1800 | 1806 | 1821 | 1831  | 1836 | 1841 | 1846  | 1851  |
| ---- | ---- | ---- | ---- | ----- | ---- | ---- | ----- | ----- |
| 840  | 817  | 754  | 974  | 1 005 | 936  | 978  | 1 061 | 1 111 |

| 1856  | 1861  | 1866  | 1872  | 1876  | 1881  | 1886  | 1891  | 1896  |
| ----- | ----- | ----- | ----- | ----- | ----- | ----- | ----- | ----- |
| 1 178 | 1 175 | 1 172 | 1 190 | 1 240 | 1 271 | 1 355 | 1 262 | 1 186 |

| 1901  | 1906  | 1911  | 1921 | 1926 | 1931 | 1936 | 1946 | 1954 |
| ----- | ----- | ----- | ---- | ---- | ---- | ---- | ---- | ---- |
| 1 122 | 1 064 | 1 013 | 918  | 867  | 888  | 910  | 824  | 796  |

| 1962 | 1968 | 1975  | 1982  | 1990  | 1999  | 2006  | 2007  | 2012  |
| ---- | ---- | ----- | ----- | ----- | ----- | ----- | ----- | ----- |
| 882  | 858  | 1 120 | 1 291 | 1 355 | 1 471 | 1 608 | 1 627 | 1 751 |

| 2017  | 2022  | - | - | - | - | - | - | - |
| ----- | ----- | - | - | - | - | - | - | - |
| 1 919 | 2 035 | - | - | - | - | - | - | - |

## Personnalités liées à la commune
- Mickaël Furnon, membre du groupe Mickey 3D, s'y installe dans les années 2000[29].

## Population et société

### Sport
Champdieu compte un complexe sportif, le complexe André-Peuvergne dans la rue des Gayottes. Une zone est réservé au football avec un terrain en surface stabilisée, un terrain d'entraînement sans ligne et un terrain d'honneur où les équipes du club local de l'entente sportive Champdieu-Marcilly jouent leurs matchs.
Une autre zone contient des équipements de musculation ainsi qu'un city-stade en revêtement goudronné et un court de tennis. Un terrain de pétanque existe également.

### Éducation
Champdieu compte une école maternelle ainsi qu'une école primaire située dans le centre du village. L'école primaire est établie dans une aile du bâtiment ou se trouve la mairie. Autrefois, l'école n'était pas mixte et les filles et garçons étaient séparés.
Chaque année, les élèves de chaque classe organisent une fête de fin d'année, la fête de l'école. Une organisation est également aux côtés des deux établissements, le sous des écoles.

### Loisirs
La Madone est accessible à pieds et de nombreuses randonnées peuvent y être entreprises. Champdieu est également, comme tous les petits villages de la Loire, composé d'un comité des fêtes ainsi que de classards (jeunes du village âgé de 17 ou 18 ans) qui organise des fêtes ou des activités (tournois de foot, fêtes foraines etc).

## Lieux et monuments
- L'église Saint-Sébastien et Saint-Domnin[30] et le prieuré.
- Château de Vaugirard

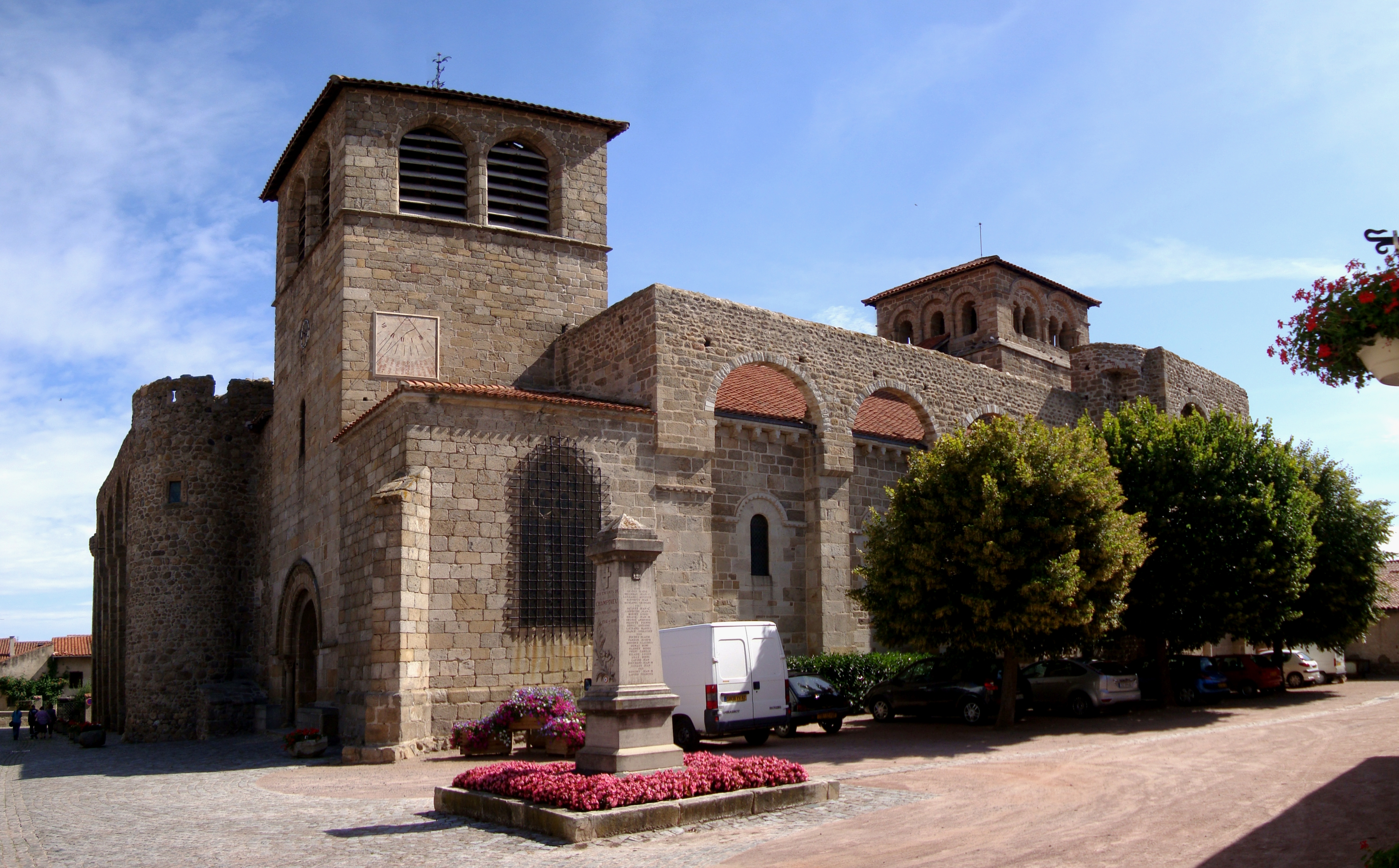
L'église et le prieuré de Champdieu.
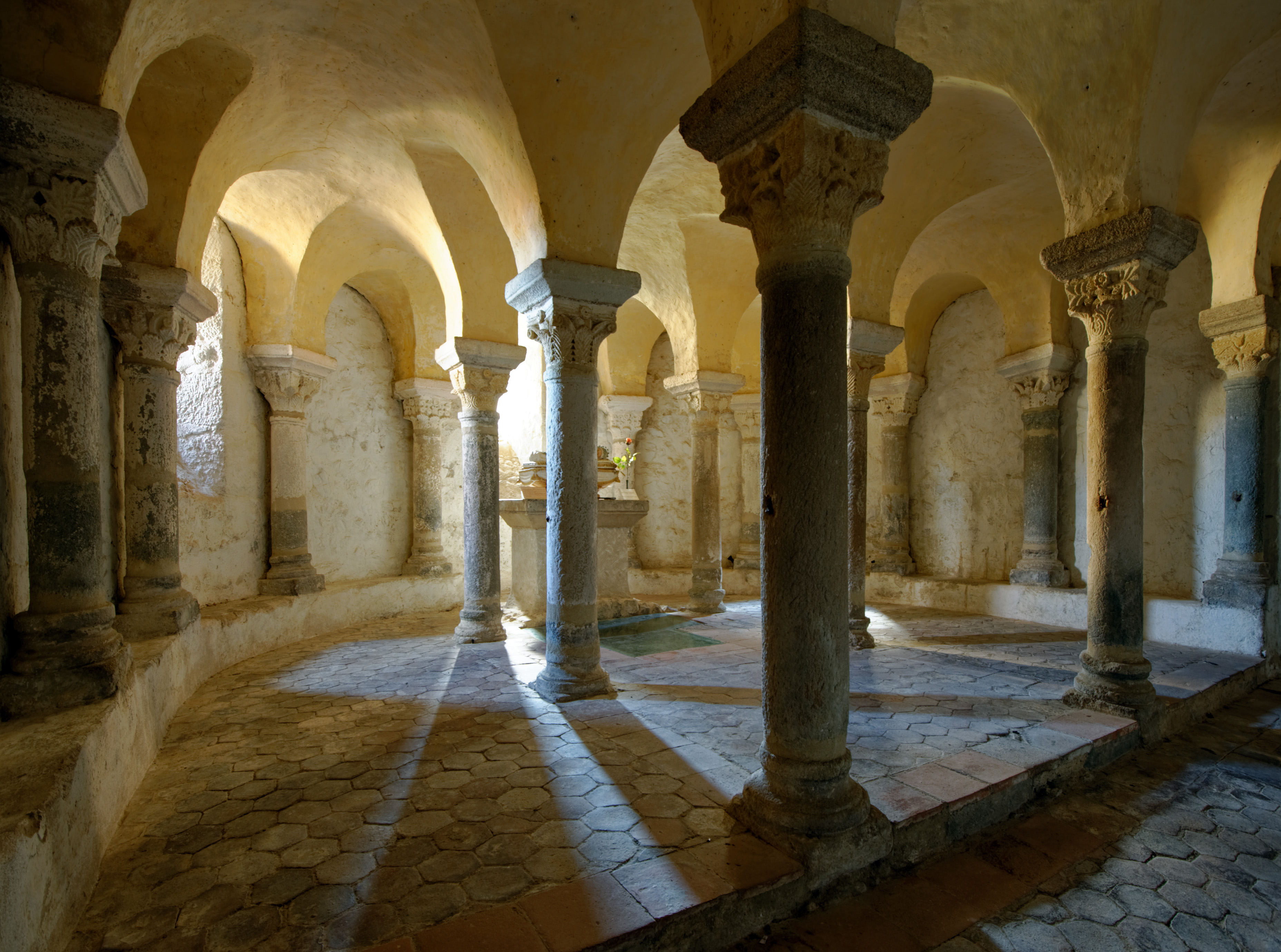
Crypte du prieuré de Champdieu.